# Des jungen Dessauers große Liebe
Des jungen Dessauers große Liebe ist ein deutscher Liebes- und Historienfilm, eine Ufa-Produktion aus dem Jahre 1933 von Arthur Robison mit Willy Fritsch und der Leinwanddebütantin Trude Marlen in den Hauptrollen des Fürsten Leopold von Anhalt-Dessau und seiner jugendlichen Gattin Anna Luise Föhse.

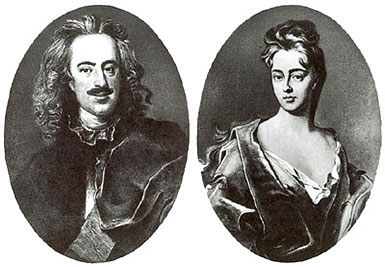
Der reale Leopold von Anhalt-Dessau und seine große Liebe und spätere Gattin Anna Luise Föhse

## Handlung
Dessau im ausgehenden 17. Jahrhundert: Fürst Leopold von Anhalt-Dessau und die ein Jahr jüngere Apothekertochter Anneliese Föhse kennen sich schon seit beider Jugend und sind schwer ineinander verliebt, seit sie gemeinsam im Garten des väterlichen Schlosses gespielt haben. Nun, wo er selbst zum Landesherrn geworden ist, zieht der junge Dessauer von einer Schlacht in die nächste, hat aber seine geliebte Jugendfreundin darüber nie vergessen. An der Spitze seines Regiments kehrt Fürst Leopold nach längerer Abwesenheit in die alte Heimat zurück, in der festen Absicht, Anneliese um ihre Hand zu bitten. Damit ruft er den schärfsten Widerstand seiner dominanten Mutter hervor, die diese Verbindung, im Übrigen gleich Annelieses Vater, nicht für standesgemäß erachtet und stetig gegen die geplante Eheschließung intrigiert. Auch hat sie mit der leicht verzickten Fürstin Marie von Hessen bereits eine „angemessenere“ Partie für ihren regierenden Sohn in Aussicht.
Um Anneliese aus dem Rennen zu werfen, streut die Fürstenmutter das Gerücht, dass die Apothekertochter während Leopolds Abwesenheit auf den Schlachtfeldern nicht treu geblieben sei. Leopold glaubt den Unterstellungen seiner Mutter und kehrt daraufhin in den Krieg zurück. Um vollendete Tatsachen zu schaffen, organisiert die Fürstenmutter in der Zwischenzeit für Anneliese einen adäquaten Ehemann-Anwärter, den Schulamtskandidaten Schmitt. Als Leopold davon erfährt, glaubt er nun endgültig den Intrigen seiner Mutter, bricht mit seiner Liebsten und nimmt sich fest vor, bei nächster Gelegenheit auf dem Schlachtfeld zu fallen. Dies wiederum erfährt Anneliese und lässt sich vom Sergeanten Greschke zu der von den Franzosen schwer bedrängten Stadt Kaiserwerth geleiten, um ihren Liebsten zu treffen. Das Paar versöhnt sich und lässt sich trauen. Im letzten Moment trifft ein Dekret des Kaisers ein, der Anneliese in den Reichsgrafenstand erhebt und somit auch die Standesunterschiede nivelliert.

## Produktionsnotizen
Die Dreharbeiten Des jungen Dessauers große Liebe begannen am 20. September 1933 in den Ufa-Ateliers in Neubabelsberg, dem heutigen Studio Babelsberg in Potsdam, und endeten acht Wochen darauf, Mitte November desselben Jahres.
Herstellungsgruppenleiter Max Pfeiffer übernahm auch die Herstellungsleitung, Günther Stapenhorst die Produktionsleitung. Erich Kettelhut und Max Mellin gestalteten die Filmbauten, Ilse Fehling entwarf die Kostüme. Waldemar Jabs war Maskenbildner. Die Musik von Eduard Künneke wurde vom Ufa-Sinfonieorchester in Babelsberg eingespielt, Franz Marszalek übernahm die musikalische Leitung.
Der Film feierte seine Uraufführung am 22. Dezember 1933 in Berlins Ufa-Palast am Zoo. Am 13. Januar 1934 lief der Film unter dem Titel Eines Prinzen Liebe auch in Österreich an.
Von Des jungen Dessauers große Liebe wurde in Babelsberg parallel auch ein Versionenfilm gedreht. Für die französische Sprachfassung mit dem Titel Tambour battant wurde dem Regisseur Robison der des Französischen mächtigen Koregisseur namens André Beucler zur Seite gestellt. Die Hauptrollen des ungewöhnlichen Liebespaars verkörperten hier Georges Rigaud und Josseline Gaël. Die herrische Fürstenmutter spielte Françoise Rosay. Französischer Filmverleih war die Alliance Cinématographique Européennes (A.C.E., Paris).

## Historischer Hintergrund
- Fürst Leopold von Anhalt-Dessau (1676–1747) war Fürst von Anhalt-Dessau und Feldmarschall der preußischen Armee. 1698 heiratete er trotz des Widerstands seiner Mutter Henriette Catharina von Oranien-Nassau mit der Apothekerstochter Anna Luise Föhse eine Bürgerliche.

- Anna Luise Föhse (1677–1745) war die Tochter eines Dessauer Apothekers. 1701, drei Jahre nach ihrer Heirat mit dem anhaltinischen Herrscher, wurde sie von Kaiser Leopold I. zur Prinzessin ernannt, um sie für seinen Dessauer Namensvetter standesgemäß zu machen. Sie hatte erheblichen Einfluss auf ihren Mann, dem sie auch oft aufs Schlachtfeld folgte.

## Kritiken
„Der Film verherrlicht eine Legende dieses Generals aus seiner romantischen Jugend. (…) Willy Fritsch … paßt als lebensprühender, draufgängerischer Reiterheld und Brausekopf mit blondem Menjou-Bärtchen sein Spiel ausgezeichnet der Zeit der seidenen Fräcke, der Perücken und Spitzenjabots an. Trude Marlen  … ist eine prächtige Gegenspielerin, nicht nur in der Gestalt, sondern in der ganzen Linie, mit der sie die Jugendgespielin und die in keuscher Liebe verehrende Jungfer Anneliese zu gestalten weiß. Besonders hervorzuheben neben Hermann Speelmans noch Ida Wüst als Fürstenmutter und Paul Hörbiger als Kaiser.“

Die Oedenburger Zeitung (Ungarn) schrieb: „Ein Stück Geschichte, dargestellt durch eine Fülle prächtiger Bilder. Ein wirklicher Ausstattungsfilm“
Österreichs Der gute Film befand: „Der geschichtliche Tatbestand ist schon von sich aus ergiebig für eine volksnahe Operette. Die wurde hier auch geschaffen. Eine verschwenderische Ausstattung baut leicht gefällig und lustig das alte Städtchen. den Festplatz, das Fürstenschloß und das Apothekerhaus auf. Die Besetzung der Rollen ist sehr gut, Willy Fritsch als der junge Dessauer urwüchsig, natürlich und gelöst, in Trude Marlen hat er eine ansprechende Partnerin. Auch die anderen Rollen sehr gut besetzt, besonders zu nennen Ida Wüst als Fürstin Mutter und Paul Hörbiger als Kaiser Leopold.“